# Vi är ett folk
Vi är ett folk är en psalm med text och musik av Werner Skibsted. Texten översattes 1960 till svenska av Daniel Hallberg och bearbetades 1987.

## Publicerad i
- Segertoner 1988 som nr 392 under rubriken "Den kristna gemenskapen - Församlingen".[1]